# Steven Price
Steven Price, född 22 april 1977 i Nottingham, är en brittisk filmmusikkompositör. Han är mest känd för att ha komponerat filmerna The World's End och Gravity. För den sistnämnda vann han pris i kategorin Bästa filmmusik vid Oscarsgalan 2014.

## Filmografi (i urval)
- 2011 – Attack the Block
- 2013 – The World's End
- 2013 – Gravity
- 2014 – Believe (TV-serie)
- 2014 – Fury
- 2016 – Suicide Squad
- 2017 – Baby Driver